# Halfdan Egedius

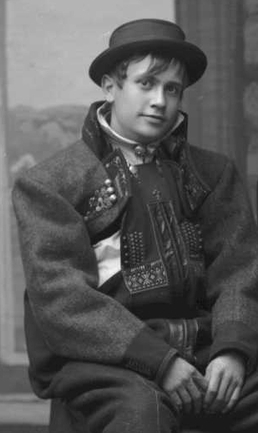
Halfdan Egedius 1895

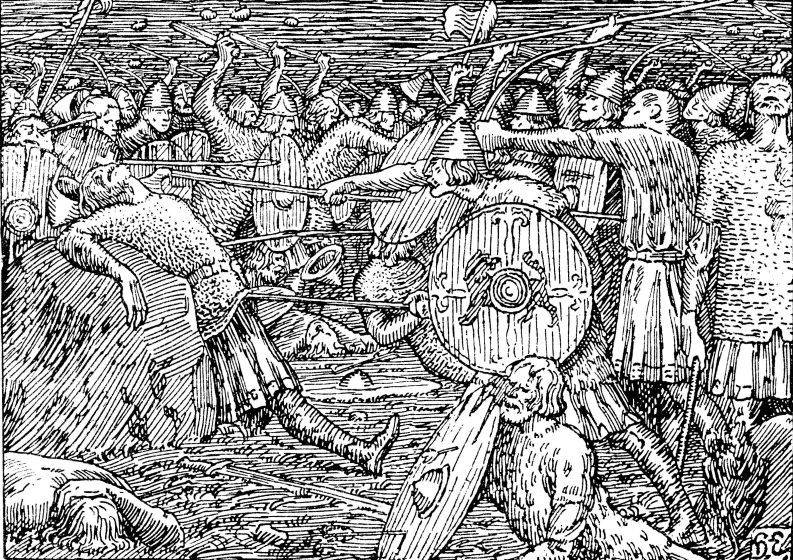
"Kung Olavs fall" av Halfdan Egedius, illustration från en norsk översättning av Heimskringla från 1899.

Halfdan Egedius, född 5 maj 1877, död 2 februari 1899, var en norsk konstnär.
Egedius var en ovanlig koloristisk målarbegåvning och väckte redan som 16-åring uppmärksamhet för sin tavla "Lördagkväll, Telemark", nu i Nationalgalleriet i Oslo. Som det främsta av de verk han hann slutföra märks "Spilleman". Egedius var delvis påverkad av Erik Werenskiold, men kom med sin kraftfulla kolorit och sina stämningsfyllda målningar att bilda en viss motsats till den under Egedius samtid förhärskande realismen och förebådade ett mer stämningsfyllt måleri.